# 13092 Schrodinger
13092 Schrodinger este o planetă minoră (asteroid), cu un diametru de 2,433 km, din centura de asteroizi. A fost descoperită pe 24 septembrie 1992 la Thüringer Landessternwarte Tautenburg⁠(d) de Freimut Börngen și a fost numită după Erwin Schrödinger. 
Obiectul prezintă o orbită caracterizată de o semiaxă mare de 2,1540453 UAi, o excentricitate de 0,0499316, o înclinație de 0,61866 ° în raport cu ecliptica.